# Petali di rosa
Petali di rosa è un film del 2007 scritto e diretto da Maximo De Marco.

## Trama
Il film narra la storia di suor Rosa Roccuzzo (1882-1956), ispiratrice della congregazione delle Suore orsoline della Sacra Famiglia.
La pellicola è ambientata nella Sicilia di fine Ottocento e inizi del Novecento, nel paese di Monterosso Almo, nella Sicilia sud-orientale.
Rosa, dopo aver perso la madre da bambina, trasforma il proprio dolore in amore incondizionato per tutte le persone povere e sofferenti, in un contesto storico caratterizzato da grande miseria e povertà. Sfida pregiudizi e paure e riesce a coinvolgere altre ragazze che la seguiranno, facendo nascere così la congregazione delle Suore orsoline della Sacra Famiglia.

## Accoglienza
La pellicola è stata giudicata positivamente, anche se con critiche al comparto tecnico-narrativo, dalla commissione di valutazione film della Conferenza Episcopale Italiana: «La regia, soprattutto nella prima parte, non aiuta molto a partecipare alle sofferte fasi di crescita della protagonista. I ritmi lenti, i piani fissi, una certa fretta nella recitazione abbassano il tono di drammaticità, pur niente togliendo all'autenticità di ciò che si racconta. Un po' affrettato risulta anche l'inserimento di inserti 'onirici'. Nell'insieme un prodotto che risponde ad un bisogno 'forte', magari a scapito di una imperfetta confezione narrativa. Dal punto di vista pastorale, è da valutare come accettabile e del tutto semplice».

## Riconoscimenti
Il film ha vinto il Cavallo d'argento Rai 2007 per la regia ed ha ricevuto il riconoscimento di film d'autore della CEI. Inoltre ha vinto al Festival Internazionale del Cinema di Salerno 2007 (61ª edizione) il premio alla colonna sonora e un premio speciale a Claudia Koll e Antonella Ponziani.